# Élisabeth Brasseur
Élisabeth Brasseur   (Verdun, 8 de gener de 1896 - Versalles, 23 de novembre de 1972)va ser un directora coral francesa. El 1920 va fundar un cor que porta el seu nom des de 1943.

## Biografia
Marie Josèphe Jeanne Élisabeth Brasseur va néixer a Verdun a Lorena, de Jean Marie Joseph Brasseur, empresària del transport, i Marguerite Maria Grosjean. Des del costat matern li va venir el gust per la música, ja que el seu avi Ernest Grosjean era organista de la Catedral Notre-Dame de Verdun. És amb qui va començar a estudiar música. Va continuar els seus estudis de cant i piano al conservatori de Versalles.
El 1920, va fundar el Cor femení de "l'Église Sainte-Jeanne-d'Arc" de Versailles, que més tard es va prendre el nom de Chorale Élisabeth Brasseur el 1943. Aquesta formació s'havia de convertir en una de les formacions corals més famoses de la postguerra.
Sota la direcció d'André Cluytens, va dirigir el cor del Festival d'Aix-en-Provence en una producció de Mireille de Charles Gounod. Amb Pierre Dervaux, va dirigir el "Chœur du Conservatoire de Paris" en una producció de Dido and Aeneas d'Henry Purcell al Festival d'Aix-en-Provence el 1960, que es va gravar en disc.
Per la seva llarga contribució a la música coral, la ciutat de Versalles, on va romandre fins a la seva mort el 23 de novembre de 1972, als 77 anys, va nomenar un lloc en honor seu, la plaça Élisabeth-Brasseur, on es troba l'església de "Sainte-Jeanne d'Arc", on va fundar el seu primer cor.

## Enregistraments
- Charles Gounod: Mireille, cors del Festival d'Aix-en-Provence, director de cor: Elisabeth Brasseur, Orquestra de la Société des concerts du Conservatoire, dir. André Cluytens (Gran Premi del CD de l'Académie Charles-Cros)
- Henry Purcell: Dido and Æneas, Orquestra de la Societat del Concert del Conservatori, dir. Pierre Dervaux, Cor del Conservatori de París dirigit per Élisabeth Brasseur, Festival d'Aix-en-Provence, ed. Walhall; 1960
- Jean-Philippe Rameau: Hippolyte et Aricie, orquestra de la societat de concerts del conservatori, dir. Jacques Jouineau, direcció artística Gabriel Dussurget, cors Elisabeth Brasseur, dir. Élisabeth Brasseur. "Pati del Palais Soubise Festival du Marais" de 1964.